# Jan de Natris
Johannes Daniel „Jan” de Natris (ur. 13 listopada 1895 w Amsterdamie, zm. 16 września 1972 tamże) – piłkarz holenderski grający na pozycji napastnika. W swojej karierze rozegrał 23 mecze i strzelił 5 goli w reprezentacji Holandii.

## Kariera klubowa
Swoją karierę piłkarską de Natris rozpoczął w Ajaksie Amsterdam. W 1914 roku zadebiutował w nim. W sezonach 1917/1918 i 1918/1919 wywalczył z Ajaksem dwa tytuły mistrza Holandii. W sezonie 1916/1917 zdobył z nim Puchar Holandii.
W 1921 roku de Natris odszedł do klubu De Spartaan. Grał w nim do końca sezonu 1922/1923. W 1923 roku wrócił do Ajaksu i występował w nim przez dwa lata. W latach 1925–1928 grał w Vitesse Arnhem, a w sezonie 1928/1929 – ponownie w Ajaksie, w którym zakończył karierę.

## Kariera reprezentacyjna
W reprezentacji Holandii de Natris zadebiutował 5 kwietnia 1920 roku wygranym 2:0 towarzyskim meczu z Danią, rozegranym w Amsterdamie. W debiucie zdobył gola. W tym samym roku został powołany do kadry na Igrzyska Olimpijskie w Antwerpii. Na tych igrzyskach zdobył brązowy medal. W 1924 roku wystąpił na Igrzyskach Olimpijskich w Paryżu. W kadrze narodowej od 1920 do 1925 roku rozegrał 23 mecze i strzelił w nich 5 goli.